# Дуб Келлога
Дуб Ке́ллога (лат. Quércus kellóggii) — вид дуба, распространённый на западе Северной Америки, родственный дубу бархатистому (Quercus velutina). Вид назван в честь американского ботаника Альберта Келлога.

## Описание
Листопадное дерево до 25 м высотой. Кора от тёмно-коричневого до чёрного цвета, гребни широкие, нерегулярные. Веточки от коричневого до красно-коричневого цвета (1,5-) 2-3,5 мм диаметром. Терминальные почки каштановые, яйцевидные, 4-10 мм. Черешки 10-60 мм длиной, от голых до густоопушённых. Листья в очертании от яйцевидных или широкоэллиптических до обратнояйцевидных, 60-200×40-140 мм, с острыми лопастями.
Жёлуди созревают за два года; плюска блюдцевидная или чашевидная, 13-27 мм высотой × 20-28 мм шириной, покрывая 1/2-2/3 жёлудя. Сам плод 21-34 × 14-22 мм. Цветёт в конце весны.

## Распространение
Растёт на склонах и в долинах на высотах 300—2400 м в Калифорнии и в южной части штата Орегон. Встречается в смешанных, а также дубовых и хвойных лесах. Дерево может расти на многих типах почв, но не переносит переувлажнения.

## Использование
Коренные американцы отдавали предпочтение желудям этого вида среди других видов для приготовления блюд из желудей. Этот желудь был основным продуктом питания для многих индейских групп. Так, индейцы кауилла из 4 использовавшихся дубов предпочитали жёлуди дуба Келлога. Причиной тому были отличный аромат и наиболее желатиноподобная консистенция, получаемая во время готовки, что было одним из требований для хорошей жёлудевой каши. Коренные американцы признали важность огня для этого дуба, и нарочно зажигали огни в дубовых редколесьях с целью содействия здоровью дубов и обеспечение их источником пищи. Древесина используется для изготовления мебели, поддонов и как строительная древесина. Дуб используется как декоративное дерево.